# Генрі Ндрека
Генрі Ндрека (алб. Henri Ndreka; нар. 27 березня 1983, Лежа) — албанський футболіст, захисник.

## Клубна кар'єра
Народився 27 березня 1983 року в місті Лежа. Вихованець футбольної школи клубу «Бесаліджа». Дорослу футбольну кар'єру розпочав 2000 року в основній команді того ж клубу, в якій провів один сезон, взявши участь лише у 4 матчах чемпіонату.
Своєю грою за цю команду привернув увагу представників тренерського клубу «Партизані», до складу якого приєднався в липні 2001 року. Відіграв за команду з Тирани наступні чотири сезони своєї ігрової кар'єри. Більшість часу, проведеного у складі «Партизані», був основним гравцем захисту команди.
Згодом з 2005 по 2007 рік грав у складі клубів «Влазнія» та «Партизані».
На початку 2007 року перейшов в криворізький «Кривбас», де за півтора сезони зіграв у 25 матчах чемпіонату, після чого повернувся на батьківщину, де виступав за «Теуту», «Бесаліджу» та «Камзу».
До складу клубу «Лачі» приєднався 1 серпня 2012 року і за півтора сезони встиг відіграти за команду з Лачі 24 матчі в національному чемпіонаті, після чого 4 січня 2014 року на правах вільного агента покинув клуб.

## Виступи за збірні
Протягом 2003–2004 років залучався до складу молодіжної збірної Албанії. Всього на молодіжному рівні зіграв у 2 офіційних матчах.
2004 року провів свій єдиний матч у складі національної збірної Албанії.

## Титули та досягнення
- Володар Кубка Албанії (1):

«Партизані»: 2003-04
- Володар Суперкубка Албанії (1):

«Партизані»: 2004